# Outrage au tribunal
Pour les articles homonymes, voir Outrage.
Un outrage au tribunal est un ordre de la cour qui, pendant le déroulement d'un procès, déclare qu'une personne (morale ou physique) a désobéi ou a démontré un manque de respect envers l'autorité de la cour. Les personnes peuvent alléguer un outrage au tribunal, mais la responsabilité de le déclarer revient à un juge.

## Angleterre
Dans la loi anglaise (de common law), un outrage au tribunal est en partie défini par les causes judiciaires et en partie par le Contempt of Court Act 1981. L'outrage peut être une offense de nature civile ou criminelle. Dans ce dernier cas, la peine maximale est de deux ans d'emprisonnement.
Les comportements perturbateurs, méprisants ou insolents envers les juges ou les magistrats pendant la tenue d'un procès, qui perturbent le cours d'un procès ou de toute autre procédure judiciaire, peuvent être qualifiés d'outrages « directs ». Ce terme signifie que c'est à la cour même de faire citer à comparaître la personne accusée d'outrage, décrivant le comportement observé qui est dûment noté. L'outrage direct se distingue de l'outrage indirect, où un individu allègue formellement un outrage contre une personne qui aurait volontairement désobéi à un ordre de la cour.

## Canada

### Droit fédéral
Au Canada, la Cour canadienne de l'impôt à l'égard de la Loi sur l'assurance-emploi affirme qu'une personne est coupable d’outrage au tribunal si, par exemple, elle : 
- « ne se comporte pas avec respect, ne garde pas le silence ou manifeste son approbation ou sa désapprobation du déroulement de l'instance »,
- « désobéit volontairement à un moyen de contrainte ou à une ordonnance de la Cour »,
- « agit de façon à entraver la bonne administration de la justice ou à porter atteinte à l'autorité ou à la dignité de la Cour ».

Cependant, avant qu'une personne soit reconnue coupable d'outrage au tribunal, la cour doit suivre une certaine procédure et la personne accusée peut se défendre. 

### Québec
Au Québec, l'outrage au tribunal peut servir de recours lorsqu'une des parties croit qu'un ordre de la cour n'est pas respecté par la partie adverse. Le tribunal administratif du Québec jouit du pouvoir d'accuser une personne d'outrage au tribunal.
Les articles 57 à 62 du Code de procédure civile du Québec traitent de l'outrage au tribunal.

## Tribunal international pour l'ex-Yougoslavie
« Le Tribunal peut engager des poursuites pour outrage dès lors qu’il existe des raisons de croire qu’une personne entrave délibérément et sciemment le cours de la justice ».